# Église Saint-Jean de Glaine-Montaigut
Pour les articles homonymes, voir Église Saint-Jean.
L'église Saint-Jean est une église romane située à Glaine-Montaigut, dans le département français du Puy-de-Dôme en région Auvergne-Rhône-Alpes.

## Historique
L'histoire de l'édifice mêle les fonctions de prieuré, dépendant de Saint-Michel de la Cluse et de Manglieu, et de paroisse. Les rares archives ne permettent pas de connaître avec précision l'évolution de son organisation ecclésiastique.
La construction de l'église commence dans la seconde moitié du XIe siècle par la nef, et s'achève autour de 1200 par le chœur.
Elle fait l'objet d'un classement au titre des monuments historiques depuis le 11 juillet 1903.

## Description

### Extérieur

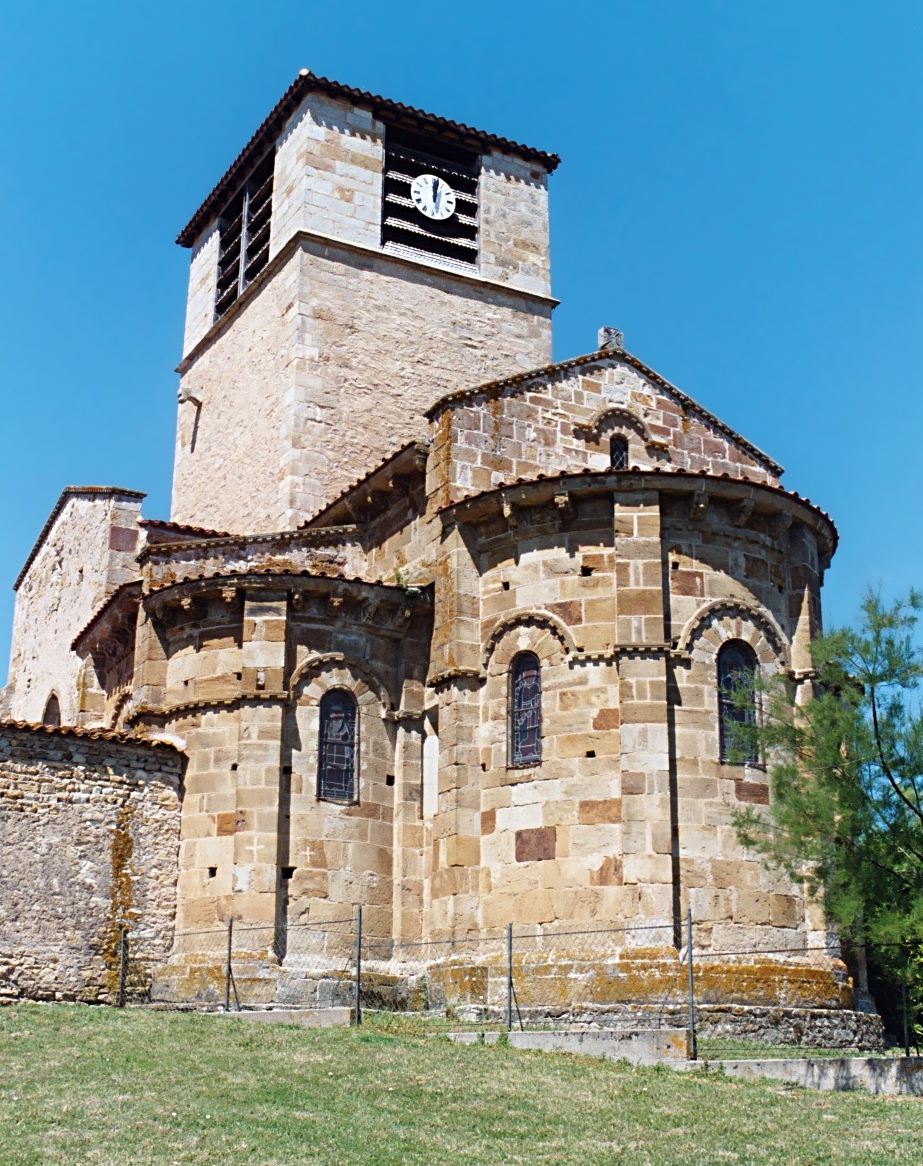
Le chevet.

L'église de Glaine-Montaigut, couverte de tuiles, présente un beau chevet roman édifié en pierre de taille assemblée en grand appareil.
Ce chevet est constitué d'une abside et de deux absidioles semi-circulaires ornées de pilastres saillants et surmontées de corniches largement débordantes soutenues par des modillons à copeaux.
Les fenêtres du chevet sont surmontées d'un cordon de billettes qui les relie entre elles.
La travée de chœur et la nef présentent également des corniches largement débordantes soutenues par des modillons à copeaux.

### Intérieur

#### Architecture
La nef est voûtée en berceau et est séparée des collatéraux par des piliers cruciformes. La travée de chœur est également voûtée en berceau et prolongée par une abside voûtée en cul-de-four.
La croisée du transept est surmontée d'une coupole. Les murs de la croisée sont percés sur trois faces d'une paire de fenêtres géminées séparées par une épaisse colonne à chapiteau.
L'intérieur peint présente une polychromie remarquable au niveau des piliers, des arcs et des fenêtres, consistant en une alternance de couleur noire et blanche ou de couleur rouge et orange. Elle a été recrée d'après quelques vestiges de polychromie subsistant sur une arcade.

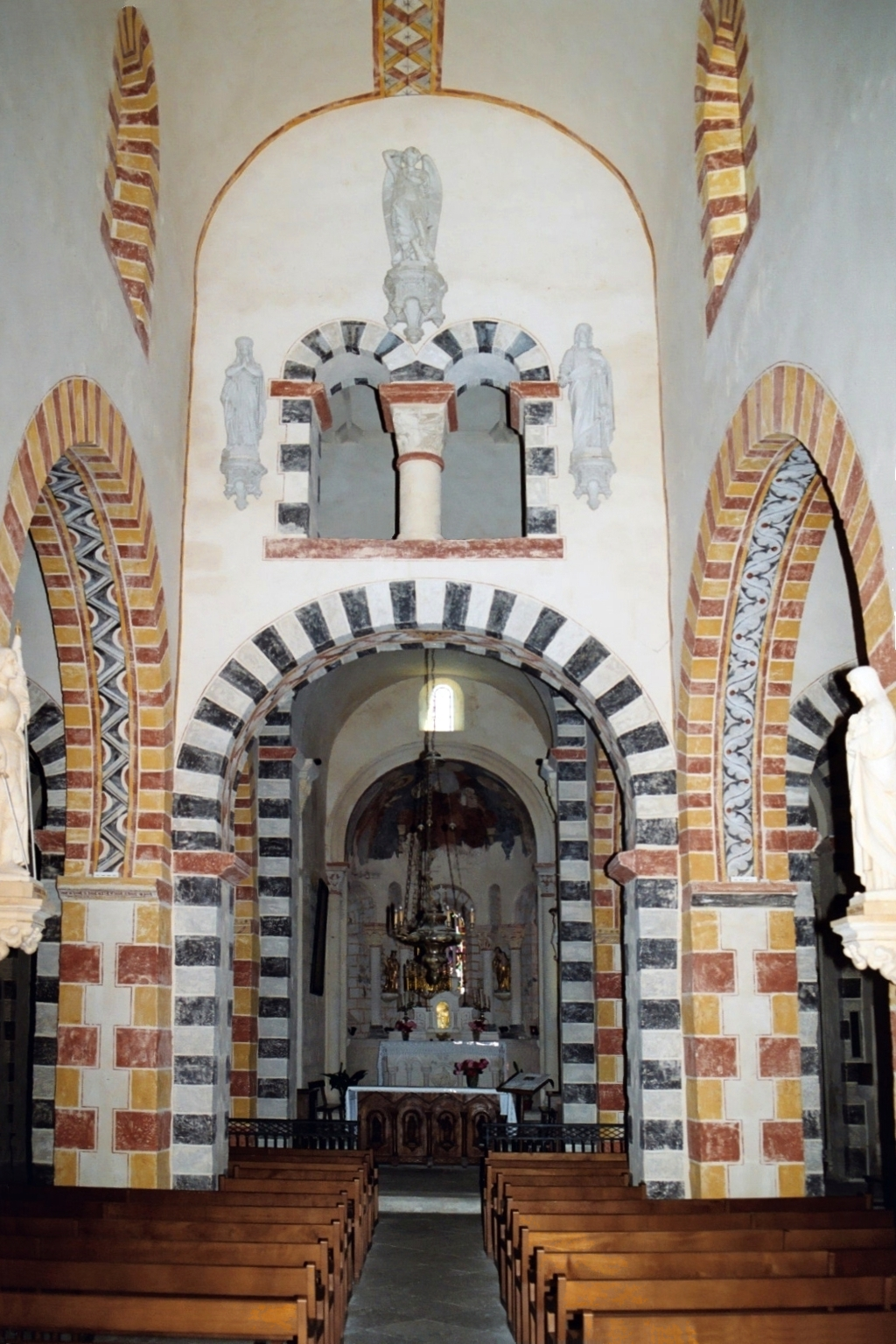
Polychromie de la nef.
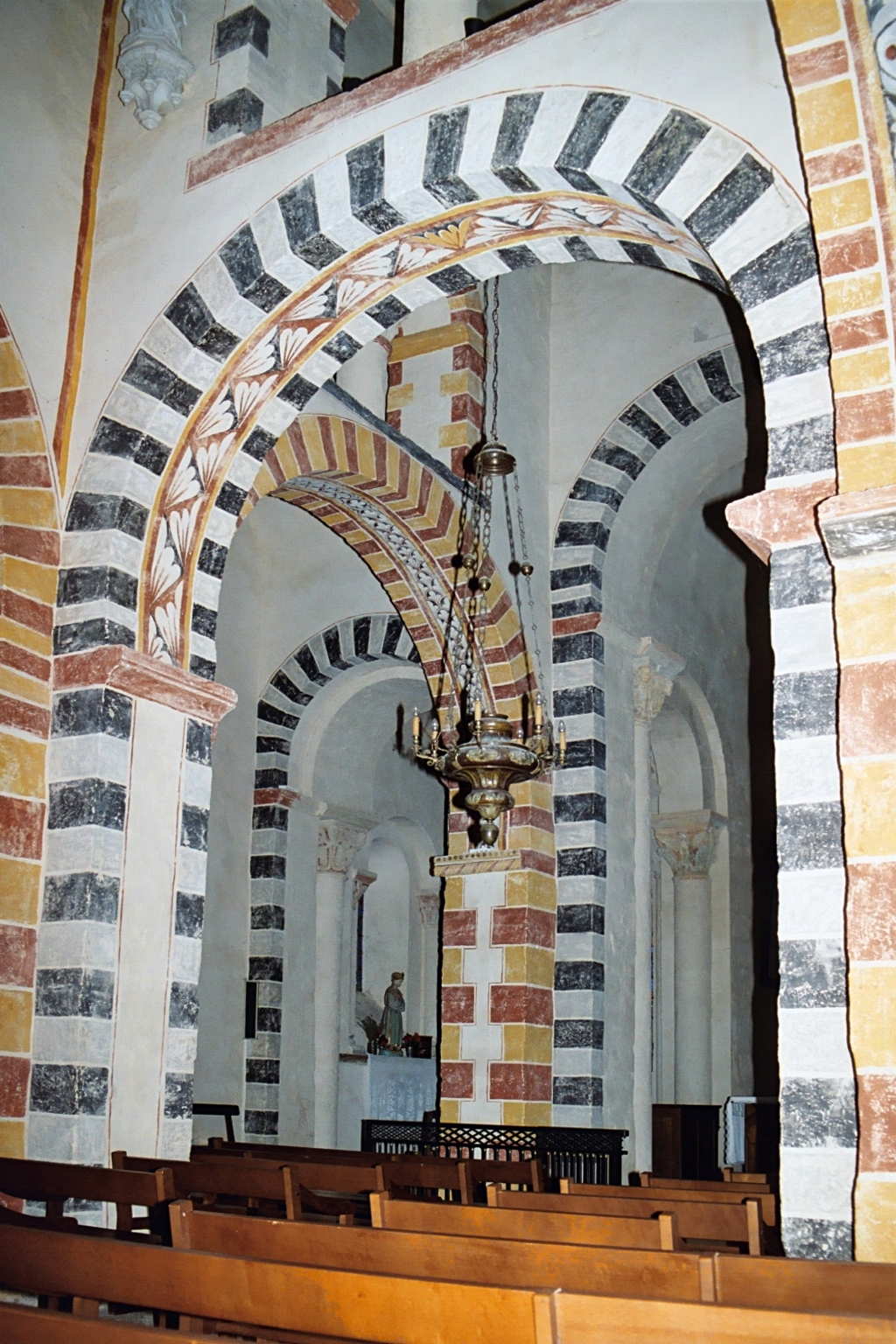
Arcs polychromes.
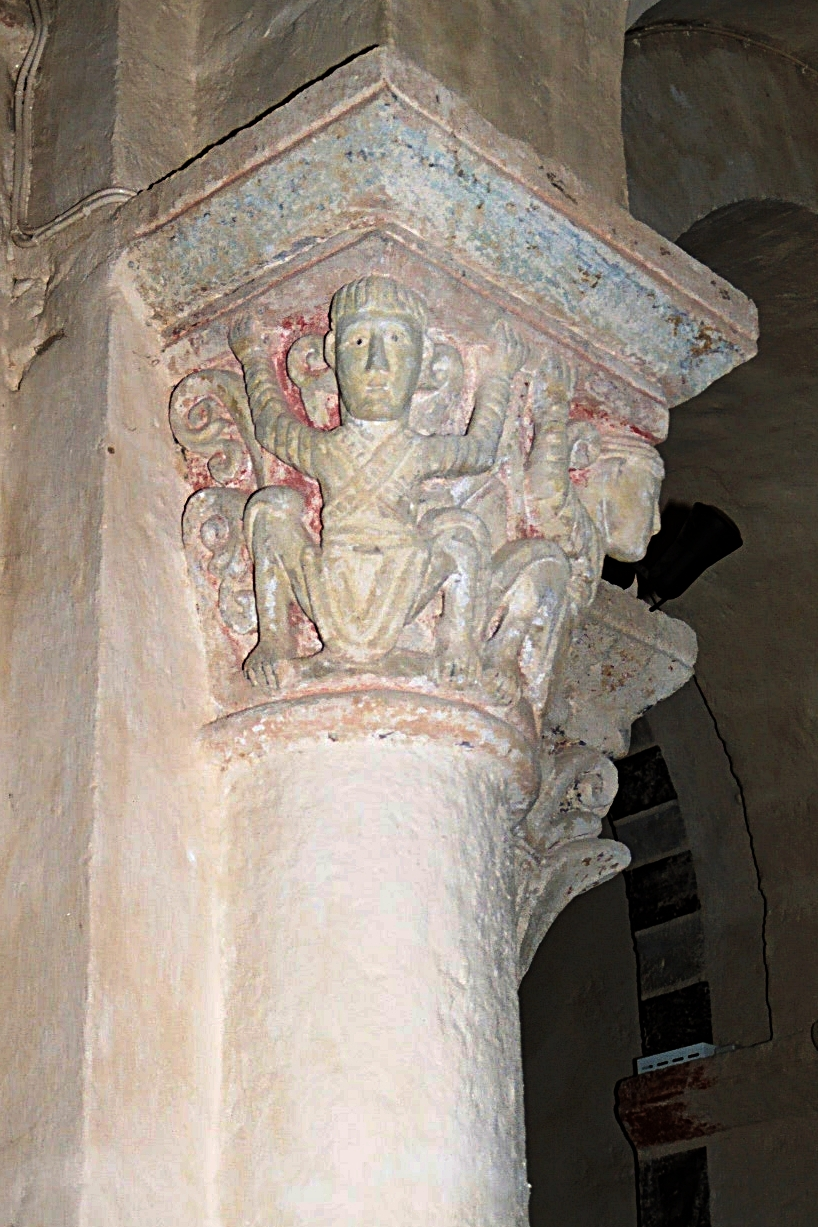
Chapiteau.

#### Fresque
Sous des décors du XIIe siècle et du XIXe siècle, une fresque du XIIe siècle d'inspiration byzantine a été découverte et restaurée par Yves Morvan,,,. Elle illustre le jugement dernier selon saint Jean par une représentation trinitaire du Christ. Des restes de sinopia noire sont encore visibles.

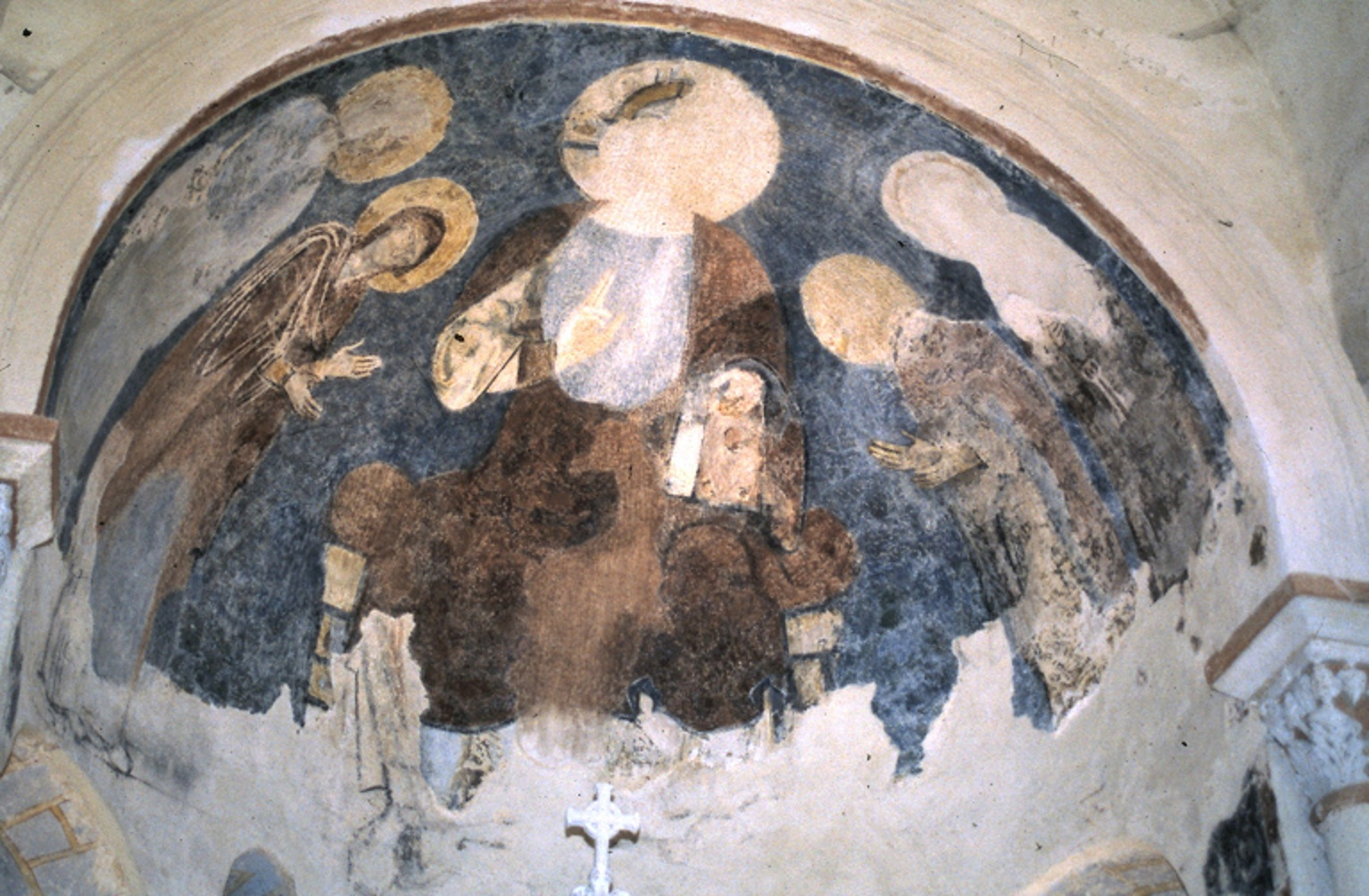
Christ en majesté.
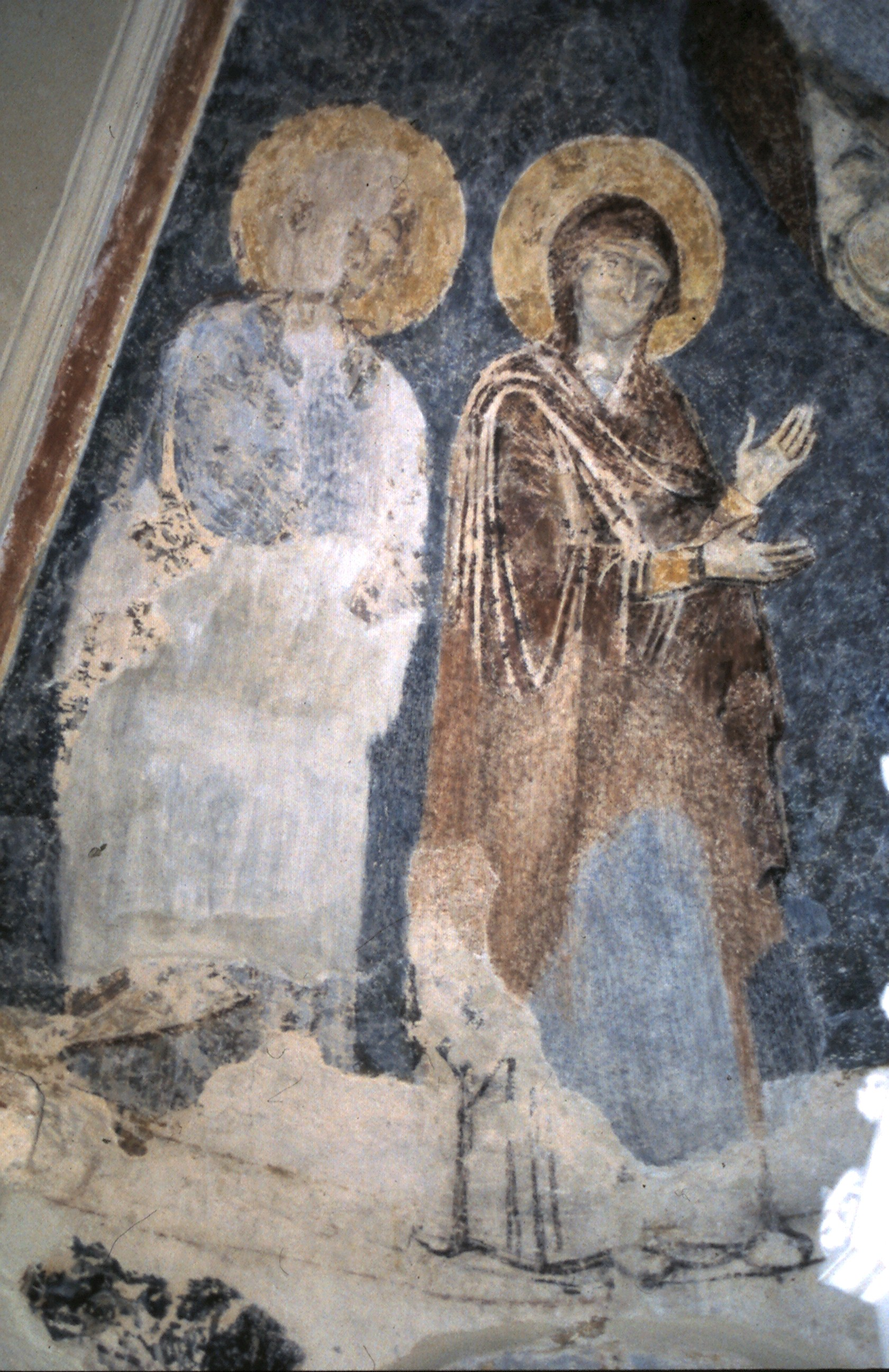
La Vierge.